# Heteropterna annulipes
Heteropterna annulipes är en tvåvingeart som först beskrevs av Donald Henry Colless 1966.  Heteropterna annulipes ingår i släktet Heteropterna och familjen platthornsmyggor. Inga underarter finns listade i Catalogue of Life.